# Futebol de Cabo Verde
O futebol é o esporte mais popular em Cabo Verde . A liga é dividida em onze divisões, sendo uma para cada ilha, tirando duas ilhas, Santiago e Santo Antão, que possuem duas zonas desde 2000. A federação de futebol é uma federação que é conhecida como a Federação Cabo-verdiana de Futebol, tornou-se afiliada à CAF em 1986 e mais tarde à FIFA em 2001. Ela também é filiada à WAFU.

## Divisões
O país possui onze divisões em nove ilhas, sete têm uma liga insular e duas contém duas zonas cada, juntamente com as competições de taça, supertaça e torneio de abertura.

## História
O futebol foi introduzido pela primeira vez no país por volta de 1910, a primeira área em que foi introduzida foi a ilha de São Vicente, mais tarde foi introduzida na ilha de Santiago, depois no Sal. O CS Mindelense, sediado na ilha de São Vicente, é o clube mais antigo de Cabo Verde fundado em 1919 e tornou-se membro oficial em 25 de maio de 1922. O segundo mais antigo é o primeiro clube de futebol da ilha de Santiago chamado Sporting Clube da Praia., mais tarde fundado o FC Derby, fundado em 5 de agosto de 1929, dois anos depois, na mesma cidade, foi fundado o Vitória FC, dois dos clubes foram os primeiros nomeados após um clube português. A competição oficial só começou em 1938 e o Mindelense foi o primeiro clube a conquistar um título regional. O título colonial era então oficial. Também ao mesmo tempo, a terceira ilha a ter um clube de futebol era Sal onde o SC Santa Maria foi fundado na então ilha capital, mais tarde em 1952, a quarta ilha a ter um clube seria Boa Vista com Sport Sal Rei Club .

### Campeonatos nacionais
A primeira competição de futebol de ilha inteira começou no início dos anos 50 e o CS Mindelense ganhou seu primeiro título em 1953, então, estas competições eram territoriais desde que era uma província ultramarina de Portugal até sua independência em julho de 1975. Antes, existia apenas a competição de São Vicente que começou em 1937 e durou até 1953. Os clube das ilhas de São Vicente e Santiago eram seus únicos participantes. Várias competições foram canceladas, incluindo em 1954 e entre 1956 e 1957. Outros cancelamentos ocorreram quando o último jogo antes da independência jogou e ganhou seu último título. Ao contrário de outras províncias portuguesas da época, o Mindelense foi o único clube a competir na copa de Portugal e participou duas vezes em 1966  em 1971, a menor de todas as províncias do país (mais tarde províncias autónomas) do Império Português. . O primeiro jogo após a independência foi em 1975 e seu primeiro título foi reivindicado pelo CS Mindelense em 1976. Os dois últimos cancelamentos ocorreram em 1979, 1982 e 1986. A partir de 1976, um clube de qualquer das ilhas poderia participar.
No início dos anos 80, a criação de mais times de futebol levou à criação de uma nova divisão na década de 1990 que se tornou baseada em ilhas, exceto por uma delas na época apenas seis e depois sete, sendo uma delas qualificada para as duas. grupos. Em meados da década de 1990, a divisão foi dividida em nove, que se classificaram em três grupos, A, B e C, e agora foram adicionadas 11 novas zonas insulares para Santiago e Santo Antão e o Grupo C foi reduzido a seu sistema de dois grupos. Por várias vezes, o campeão seria decidido pelo maior número de pontos e gols em 2001 e 2002, o maior número de pontos já foi 19, nove clubes participaram dos campeonatos nacionais até 2003. O Sporting Praia detém o maior número de golos marcados na temporada regular e o número total de 35 em 2005. Ainda na temporada, o Sporting Praia marcou 13-0 no Desportivo Estância Baixo, sendo a maior goleada nos campeonatos nacionais até hoje. Zé di Tchétcha marcou os maiores golos nos campeonatos, totalizando 14. O campeão do ano completaria a competição nacional do ano seguinte, que começou em 2005 e elevou o total de clubes de campeonatos nacionais para doze, um número está hoje. A temporada 2009 seria a primeira competição final que contou com dois clubes de uma única ilha (Santiago) ou cidade (Praia), voltaria a realizar em 2010 e recentemente em 2015 (Derby e Mindelense do Mindelo na ilha de São Vicente), A maioria dos jogos finais com dois dos clubes foi com Sporting Praia e Mindelense quatro vezes (em 1977, 1988, o Mindelense e Botafogo (em 1976, 1980 e 1981) por três vezes e Mindelense e Académica do Porto Novo (em 2012 e 2016). O Sporting Praia e o CS Mindelense conquistaram, cada um, quatro títulos consecutivos, o primeiro Sporting Praia entre 2006 e 2009 e o Mindelense desde 2013. Na temporada de 2017 que começa em meados de maio, o sistema triangular será devolvido e contará com quatro clubes em cada um dos três grupos, o restante de cada campeão da associação regional (alguns deles com sua própria Premier / Primeira Divisão) e terá a fase final, o campeão da época anterior qualificado e a Mindelense será colocada no Grupo A.
O CS Mindelense detém o maior número de títulos nacionais conquistados, totalizando doze.

### Competições regionais / ilha
Por volta de 1995, a zona sul de Santiago se tornou a primeira zona a apresentar uma primeira e segunda divisões, seguida por Fogo e São Vicente em 2008, o norte de Santo Antão em 2013, Sal em 2014 e Maio, o mais recente em 2015. A Liga do Norte de Santiago é a única liga a ter as primeiras e últimas fases, os grupos norte e centro-norte existiam nos primeiros anos e em 2010 o sistema de grupos foi eliminado e até 2015 todos os 13 clubes competiram na primeira fase e os quatro primeiros se elevam para a segunda fase e o vencedor foi decidido pelo maior número de pontos e gols. Garridos é o único clube a mudar as divisões regionais do norte ao sul de Santiago em 2011, pois sua localização é no sul da ilha. No início de 2010, em vez de dois clubes diretamente relegando, os jogos promocionais / não-aumentados foram introduzidos e um sistema de dois jogos é apresentado nos campeonatos regionais de Fogo, Santiago Norte e Sul (não em 2016) Zonas e São Vicente, o clube com o maior número de pontos fica ou é promovido, o clube com menos ou será promovido ou não será promovido na temporada seguinte.
O maior número de clubes de qualquer ilha / liga regional é o sul de Santiago, o menor é o de Brava, o Maio o tinha esse título até 2015.
No início de 2010, Cabo Verde contaria com cerca de cem clubes de futebol em 11 competições regionais, algumas delas com duas divisões. Em 2014, seis novos clubes de futebol foram adicionados à Liga das Ilhas do Sal e a segunda divisão foi formada. Um ano depois, em 2015, quase todos os clubes (um deles foi suspenso) voltaram para a competição na Zona Norte de Santiago. alguns novos clubes foram adicionados e o sistema de duas divisões foi estabelecido, a liga regional contou com 26 jogos e registrou alguns gols, vitórias e pontos conquistados por alguns clubes, a temporada 2015-16 de Santiago do Norte foi a mais longa temporada regional de em qualquer uma das ligas regionais do país, Varandinha foi o vencedor de 2015/16 com um número recorde de pontos 63, sucedendo o total de 49 da Zona Sul do Sporting Praia que foi em 2005, a Zona Sul de Santiago foi a segunda mais longa e a terceira mais longo sendo Fogo. Até 2015, o Maio teve a menor temporada regional de qualquer uma das ligas regionais do país, a Brava tem a menor desde aquela época. A duração da temporada da Zona Norte de Santiago é agora a mesma da Zona Sul de Santiago. Alguns dos jogos da segunda divisão acontecem em maio e até junho, especialmente em Santiago do Norte.
Em 7 de fevereiro de 2017, por causa da falta de pagamento a alguns árbitros nas rodadas 17 e 26 da temporada anterior e as rodadas desta temporada, a temporada da Zona Norte de Santiago foi adiada por duas semanas, a competição regional foi retomada em 25 de fevereiro como os árbitros foram pagos quatro dias antes pelo patrocínio de duas empresas de telecomunicações, uma delas era a Cabo Verde Telecom e os municípios onde os clubes estão sediados.
Outros recordes incluem a melhor temporada que a Académica Porto Novo alcançou em 2012, que foram todas as vitórias. A maior sequência de invencibilidade de qualquer uma das ligas da ilha foi a Académica Porto Novo, que durou cerca de 50 a 60 jogos sem derrotas que duraram entre 2012 e 23 de abril de 2016, o recorde também terminou em jogos fora de casa que o CS perdeu. 1, o recorde continua nos jogos em casa. A Académica também tem um recorde combinado com os jogos da Taça e da Supertaça, mas não com a Taça de Santo Antão, que foi a primeira derrota na Taça que a Académica Porto Novo teve. A segunda é a Mindelense que durou de 29 de março de 2014 a 16 de abril de 2016 com a perda para Amarante, juntamente com a casa (iniciada a partir de 12 de janeiro) e fora de casa (até 24 de abril de 2016 com a derrota para Derby ).
Várias temporadas tiveram um clube ou dois jogadores inelegíveis por uma parte ou por toda a temporada, como FC Ultramarina e SC Atlético na temporada 2005 de São Nicolau e recentemente a Académica do Mindelo por cinco jogos com um falso guarda-redes para a época 2016-17 . Por algumas temporadas, houve disputas de campeonatos em uma das regiões, São Nicolau em 2005 e uma temporada, e a Primeira Divisão Santiago Norte incluindo Scorpion Vermelho e Varandinha em 2016 e AJAC da Calheta e Benfica Santa Cruz em 2017.

### Taça, Supercopa, Torneio de Abertura e Troféu dos Campeões
As taças de Associação, assim como a copa insular e supercopa foram adicionados em 1985 na ilha de Santiago, mais tarde em 1999 na maioria das nove ilhas, a Boa Vista criou a sua em 2009, a Brava e o Maio foram as últimas em que a competição de copas e super copas foi criada em 2011 As competições da Supercopa incluem um campeão regional e um vencedor da copa regional. Em algumas temporadas, quando um clube ganha um campeonato e um título da copa, o segundo lugar da copa participa. A Zona Norte de Santiago não tem essas competições, nem mesmo o torneio de abertura O Torneio de Abertura (equivalente a uma Copa da Liga) possui apenas uma parte onde um clube concorre uma vez com um clube diferente das duas divisões, em São Vicente (incluindo as ilhas adjacentes) ), é conhecida como Associação Taça e possui duas divisões com uma porção onde um clube concorre uma vez com um clube diferente, estas ocorrem no início da temporada um mês (ou dois) antes do campeonato regional começar. O da Ilha da Boa Vista foi criado antes das competições da taça e super taça terem sido criadas em 2007. O Troféu do Campeonato foi implementado pela primeira vez em 2016, que apresenta o campeão da Premier e Segunda Divisões regionais em vários campeonatos regionais. A primeira foi a Taça dos Campeões de São Vicente, realizada no dia 15 de Outubro, que contou com Mindelense e Ribeira Bote, tendo o Mindelense ganho o seu primeiro e único título. Maio e Fogo também realizaram suas primeiras edições em novembro, onde venceram o Real Marítimo (Segunda Divisão) e Vulcânicos (Primeira Divisão). Existem três em Cabo Verde.
As competições nacionais de taças incluem a principal Taça de Cabo Verde, que teve início em 1982. O segunda temporada foi jogarado em 2007 e foi disputada durante quatro temporadas, tendo sido canceladas as competições de 2008  e 2011  e entre 2013 e 2017, e da Taça da Independência cabo-verdiana . Recentamente, o dois temporadas (2018 e 2019) de taça nacional foi jogarado em menses de maio e junho sem fase rodadas. A Supertaça Cabo-verdiana foi disputada em 2013 entre um campeonato e um vencedor da Taça, o Sporting Praia enfrentou a Onze Unidos e o Sporting Praia reivindicou o seu único título, a edição de 2014 foi desafiada pela segunda maior equipa do Sporting Praia. O Boavista Praia detém o maior número de títulos da Taça Nacional, numero dois.

## Competições da CAF
O vencedor do campeonato nacional participa da Liga dos Campeões da CAF na temporada seguinte, o segundo colocado participa da Copa Confederativa CAF, o primeiro foi em 1992 e o recente foi o Sporting Clube da Praia em 2009. Durante alguns anos, um campeão e um segundo clube não apareceram na competição africana, especialmente entre 2002 e 2005, entre 2010 e 2015. Uma vez que o Sporting Praia, um não campeão, participou na edição de 2000. O segundo lugar participou da Copa CAF e da Taça dos Vencedores da CAF, desde sua fusão em 2004 até 2015, e não participou da Copa da Confederação da CAF. O CS Mindelense não tem como se qualificar para a Liga dos Campeões da CAF 2017. Como a Copa de Cabo Verde foi criada em 1982, o segunda edição jogarado em 2007, nenhum vencedor da Copa participou da Copa das Confederações, já que a Copa de Cabo Verde foi cancelada entre 2013 e 2017, não é certo que um clube se qualifique recentamente na Copa da Confederações de 2018 da CAF . Um total de seis clubes participaram incluindo Sporting Praia, Mindelense, FC Derby, Académica do Sal, Boavista Praia e Travadores, apenas um clube do SC Atlético foi desqualificado devido a que a federação de futebol não nomeou o participante a tempo.

## Estádios em Cabo Verde

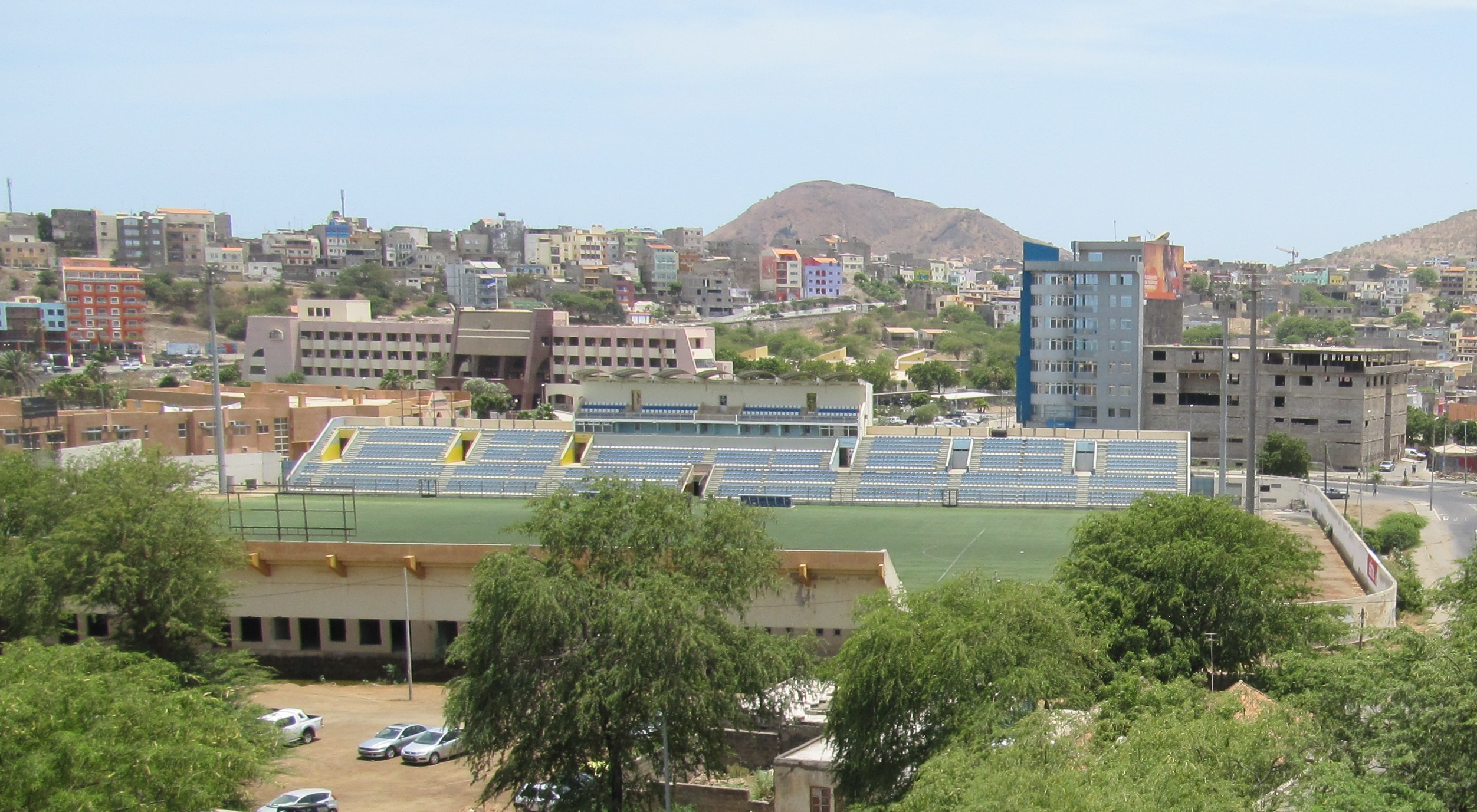
Estádio da Várzea na Praia, na ilha de Santiago

O estádio mais utilizado no país é o Estádio da Várzea, localizado na cidade da Praia, com capacidade para 8.000 pessoas. O maior estádio de Cabo Verde é o Estádio Municipal Adérito Sena, localizado em Mindelo, na ilha de São Vicente, com 12.000 lugares. A maioria dos locais de futebol na ilha é Santiago.